# Nesle-Normandeuse
Pour les articles homonymes, voir Nesle (homonymie).
Nesle-Normandeuse est une commune française située dans le département de la Seine-Maritime en région Normandie.

## Géographie
| Blangy-sur-Bresle |                   |                         |
| Pierrecourt       | Nesle-Normandeuse | Nesle-l'Hôpital (Somme) |
|                   | Campneuseville    | Hodeng-au-Bosc          |

Les communes limitrophes sont  Blangy-sur-Bresle, Campneuseville, Hodeng-au-Bosc, Nesle-l'Hôpital, Pierrecourt et Senarpont.

### Localisation
Nesle-Normandeuse est située entre la Bresle et la Haute forêt d'Eu, à 3 km de l'A28, à 4 km de Blangy-sur-Bresle, à 11 km de Foucarmont et à 18 km d'Aumale.
Située en Seine-Maritime, elle est limitrophe du département de la Somme.

### Hydrographie
La commune est située dans le bassin Seine-Normandie. Elle est drainée par la Bresle, un bras de la Bresle, le canal de Bourbel, le ruisseau Fontaine Saint-Pierre, des bras de la Bresle et divers autres petits cours d'eau,.
La Bresleest un fleuve côtier d'une longueur de 68 km, qui prend sa source dans la commune de Abancourt, à 180 mètres d’altitude, et se jette  dans la Manche au Tréport, après avoir traversé 30 communes. 
Deux plans d'eau complètent le réseau hydrographique : la mare l'Heureux (0,05 ha) et le plan d'eau 1 de la commune de Nesle-Normandeuse (4,76 ha),.

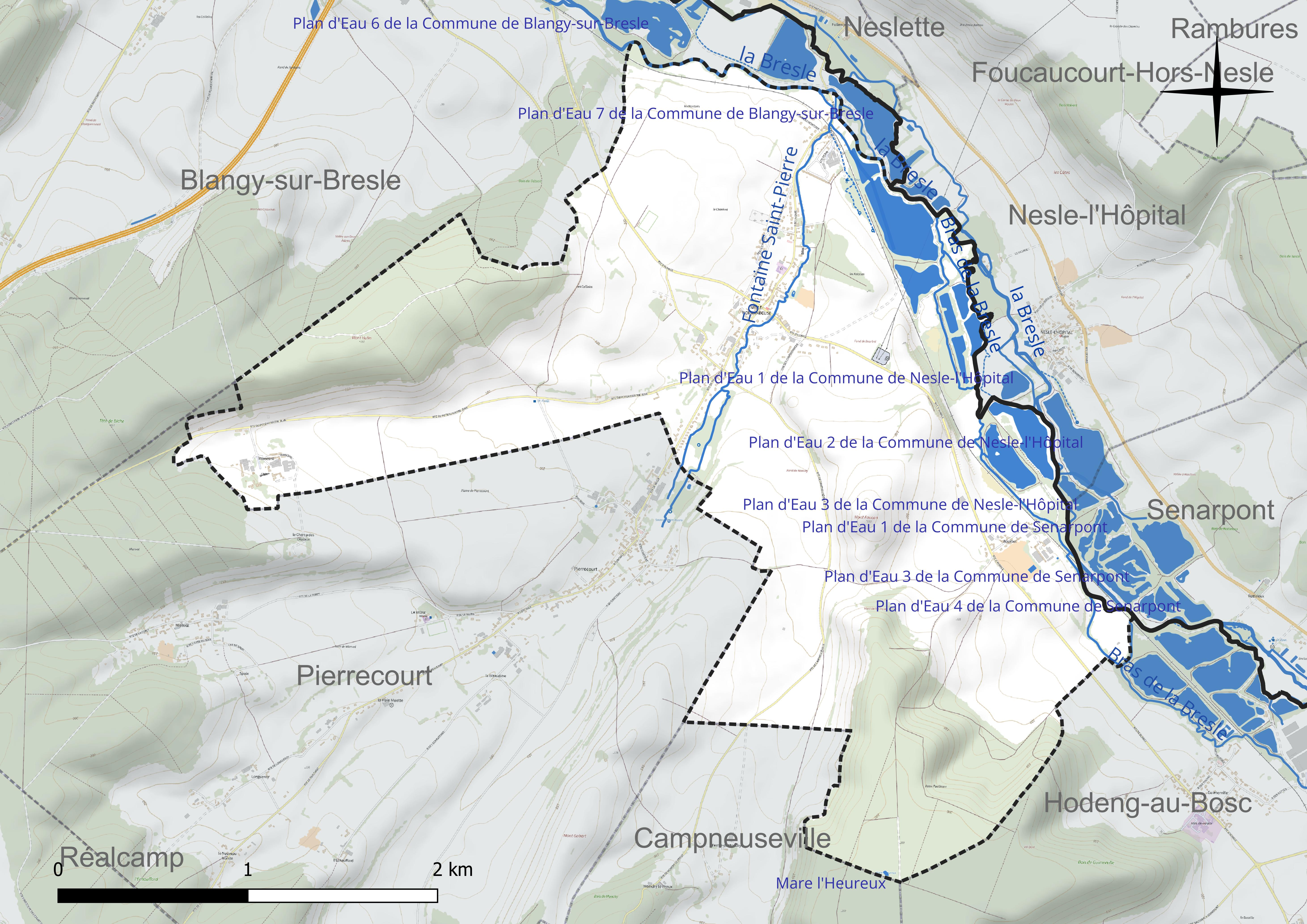
Réseau hydrographique de Nesle-Normandeuse.

### Hameaux
La commune compte actuellement deux hameaux, Romesnil (au sud-ouest) et Bourbel (au sud-est).

### Voies de communication et transports
La Ligne d'Épinay - Villetaneuse au Tréport - Mers, qui assure les liaisons TER Hauts-de-France Beauvais - Le Tréport passe dans la commune. Il n'y a cependant plus d'arrêt en gare de Nesle-Normandeuse.

### Climat
Pour des articles plus généraux, voir Climat de la Normandie et Climat de la Seine-Maritime.
En 2010, le climat de la commune est de type climat océanique dégradé des plaines du Centre et du Nord, selon une étude du CNRS s'appuyant sur une série de données couvrant la période 1971-2000. En 2020, Météo-France publie une typologie des climats de la France métropolitaine dans laquelle la commune est exposée à un climat océanique et est dans la région climatique Côtes de la Manche orientale, caractérisée par un faible ensoleillement (1 550 h/an) ; forte humidité de l’air (plus de 20 h/jour avec humidité relative > 80 % en hiver), vents forts fréquents. Parallèlement le GIEC normand, un groupe régional d’experts sur le climat, différencie quant à lui, dans une étude de 2020, trois grands types de climats pour la région Normandie, nuancés à une échelle plus fine par les facteurs géographiques locaux. La commune est, selon ce zonage, exposée à un « climat contrasté des collines », correspondant au Pays de Bray, bien arrosé et frais.
Pour la période 1971-2000, la température annuelle moyenne est de 10,3 °C, avec une amplitude thermique annuelle de 13,6 °C. Le cumul annuel moyen de précipitations est de 833 mm, avec 12,9 jours de précipitations en janvier et 8,5 jours en juillet. Pour la période 1991-2020, la température moyenne annuelle observée sur la station météorologique la plus proche, située sur la commune d'Oisemont à 9 km à vol d'oiseau, est de 11,1 °C et le cumul annuel moyen de précipitations est de 801,4 mm,. Pour l'avenir, les paramètres climatiques de la commune estimés pour 2050 selon différents scénarios d’émission de gaz à effet de serre sont consultables sur un site dédié publié par Météo-France en novembre 2022.

## Urbanisme

### Typologie
Au 1er janvier 2024, Nesle-Normandeuse est catégorisée commune rurale à habitat dispersé, selon la nouvelle grille communale de densité à sept niveaux définie par l'Insee en 2022.
Elle est située hors unité urbaine. Par ailleurs la commune fait partie de l'aire d'attraction de Blangy-sur-Bresle, dont elle est une commune de la couronne,. Cette aire, qui regroupe 8 communes, est catégorisée dans les aires de moins de 50 000 habitants,.

### Occupation des sols
L'occupation des sols de la commune, telle qu'elle ressort de la base de données européenne d’occupation biophysique des sols Corine Land Cover (CLC), est marquée par l'importance des territoires agricoles (72,1 % en 2018), en diminution par rapport à 1990 (73,6 %). La répartition détaillée en 2018 est la suivante : 
terres arables (44,3 %), prairies (27,1 %), forêts (16,3 %), zones urbanisées (4,6 %), eaux continentales (4,6 %), milieux à végétation arbustive et/ou herbacée (2,3 %), zones agricoles hétérogènes (0,8 %). L'évolution de l’occupation des sols de la commune et de ses infrastructures peut être observée sur les différentes représentations cartographiques du territoire : la carte de Cassini (XVIIIe siècle), la carte d'état-major (1820-1866) et les cartes ou photos aériennes de l'IGN pour la période actuelle (1950 à aujourd'hui).

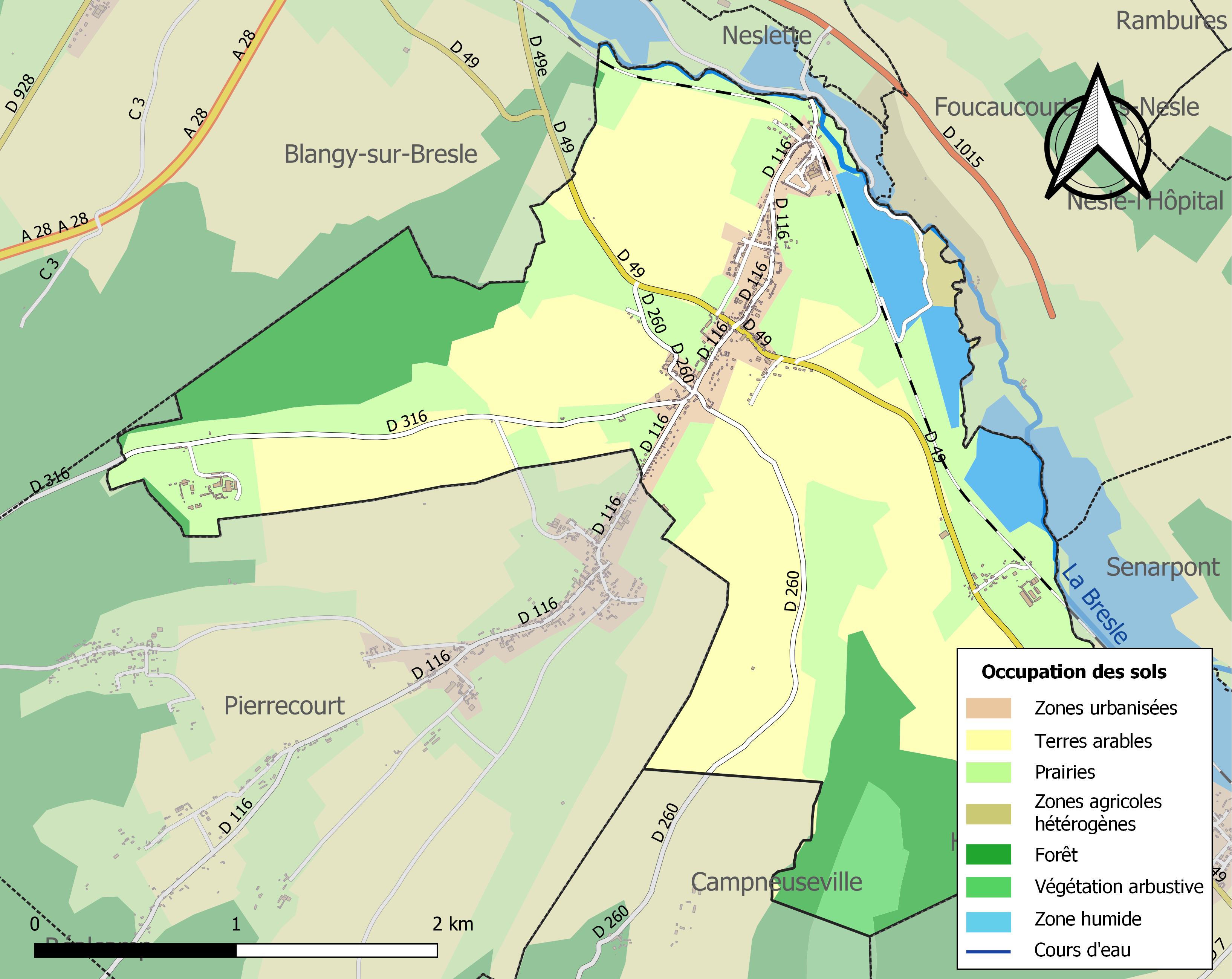
Carte des infrastructures et de l'occupation des sols de la commune en 2018 (CLC).

## Toponymie
Le nom de la localité est attesté sous les formes Apud Nigellam entre 1137, 1175 et 1179; Parrochia de Nigella la Normandeuse en 1270; Eglise de Neele la Normandeuse en 1304; Neelle Normandeuse en 1648; Nesle Normandeuse en 1704 (Pouillé); Neeles Normandeuse en 1715 (Frémont); Nelle Normandeuse en 1757 (Cassini); Nesle Normandeuse en 1953.
Nesle : toponyme gaulois composé de *novio, « neuf, nouveau » et *ialo (« clairière, lieu défriché, essart ».
L’adjectif normandeux, normandeuse, était en usage au Moyen Âge.

À la place de la terminaison -osa on trouve, parfois employée de façon absolue, des noms terminés en -euse (-ouse en Basse-Normandie).

Nesle-Normandeuse, c'est-à-dire la « Nesle de Normandie » par opposition à ses homonymes picards, (la commune est située sur la Bresle, à la frontière normanno-picarde).

## Histoire

### Antiquité
Dans la commune ont été retrouvées deux belles hachettes en silex d'époque gauloise, ainsi que des vestiges de tuiles gallo-romaines.
En 1866, une extraction de cailloux a mis au jour un cimetière mérovingien. À côté de plusieurs squelettes ont été recueillis une épée, une lance, une boucle et deux vases.
À la fin du XIXe siècle, on pouvait observer sur un des coteaux qui dominent la vallée de la Bresle, entre Nesle et Blangy, une enceinte circulaire terrassée et fossoyée comme celle de Brémont, à Vatierville, et celle de Cornemesnil, à Bouelles.

## Politique et administration
En 1823, la commune de Nesle-Normandeuse, instituée lors de la Révolution française, absorbe celle de Bourbel.

### Rattachements administratifs et électoraux
La commune se trouve depuis 1926 dans l'arrondissement de Dieppe du département de la Seine-Maritime. Pour l'élection des députés, elle fait partie depuis 2012 de la sixième circonscription de la Seine-Maritime.
Elle faisait partie depuis 1802  du canton de Blangy-sur-Bresle. Dans le cadre du redécoupage cantonal de 2014 en France, la commune est désormais intégrée au canton d'Eu.

### Intercommunalité
La commune était membre de la communauté de communes de Blangy-sur-Bresle, créée fin 2001 et qui succédait au SIVOM de Blangy-sur-Bresle, créé au 1er janvier 1979 afin de gérer le ramassage et le traitement des odures ménagères ainsi que le ramassage scolaire.
La loi portant nouvelle organisation territoriale de la République (Loi NOTRe) du 7 août 2015 ayant prescrit, ans le cadre de l'approfondissement de la coopération intercommunale, que les intercommunalités à fiscalité propre doivent, sauf exceptions, regrouper au moins 15 000 habitants, les communautés de communes de Blangy-sur-Bresle et du canton d'Aumale, dont aucune n'atteignait le seuil légal, ont donc été amenées à fusionner.
Cette fusion est intervenue le 1er janvier 2017, créant la communauté de communes interrégionale Aumale - Blangy-sur-Bresle, dont Nesle-Normandeuse est désormais membre.

### Liste des maires
| Période                                  | Période                    | Identité            | Étiquette   | Qualité                                                                                          |
| ---------------------------------------- | -------------------------- | ------------------- | ----------- | ------------------------------------------------------------------------------------------------ |
| Les données manquantes sont à compléter. |                            |                     |             |                                                                                                  |
| 1805                                     | 1827                       | Boutry J.N.C.       |             |                                                                                                  |
| 1827                                     | 1875                       | Boutry N.H.N.       |             |                                                                                                  |
| 1902                                     |                            | d'Imbleval          |             |                                                                                                  |
| Les données manquantes sont à compléter. |                            |                     |             |                                                                                                  |
| mars 1983                                | 1986                       | Jacky Dutartre      | UDF         |                                                                                                  |
| 1986                                     | 2004                       | Jean-Yves Le Du     | SE puis DVD | Chef de fabrication                                                                              |
| 2004                                     | avril 2014                 | Brigitte Duchaussoy | SE          | Retraitée                                                                                        |
| avril 2014                               | juillet 2019               | Daniel Martin       | DVD         | Président du syndicat intercommunal d’assainissement et d’eau potable ( ? → 2019) Démissionnaire |
| septembre 2019                           | En cours (au 10 août 2020) | Agnès Crept         |             | Agricultrice Réélue pour le mandat 2020-2026                                                     |

## Population et société

### Démographie
L'évolution du nombre d'habitants est connue à travers les recensements de la population effectués dans la commune depuis 1793. Pour les communes de moins de 10 000 habitants, une enquête de recensement portant sur toute la population est réalisée tous les cinq ans, les populations de référence des années intermédiaires étant quant à elles estimées par interpolation ou extrapolation. Pour la commune, le premier recensement exhaustif entrant dans le cadre du nouveau dispositif a été réalisé en 2008.

En 2022, la commune comptait 498 habitants, en évolution de −12,32 % par rapport à 2016 (Seine-Maritime : +0,35 %, France hors Mayotte : +2,11 %).
| 1793 | 1800 | 1806 | 1821 | 1831 | 1836 | 1841 | 1846 | 1851 |
| ---- | ---- | ---- | ---- | ---- | ---- | ---- | ---- | ---- |
| 240  | 249  | 311  | 275  | 310  | 309  | 346  | 351  | 372  |

| 1856 | 1861 | 1866 | 1872 | 1876 | 1881 | 1886 | 1891 | 1896 |
| ---- | ---- | ---- | ---- | ---- | ---- | ---- | ---- | ---- |
| 376  | 402  | 426  | 401  | 430  | 433  | 470  | 539  | 547  |

| 1901 | 1906 | 1911 | 1921 | 1926 | 1931 | 1936 | 1946 | 1954 |
| ---- | ---- | ---- | ---- | ---- | ---- | ---- | ---- | ---- |
| 607  | 726  | 634  | 594  | 675  | 658  | 656  | 613  | 709  |

| 1962 | 1968 | 1975 | 1982 | 1990 | 1999 | 2006 | 2008 | 2013 |
| ---- | ---- | ---- | ---- | ---- | ---- | ---- | ---- | ---- |
| 777  | 707  | 684  | 606  | 610  | 576  | 588  | 591  | 594  |

| 2018 | 2022 | - | - | - | - | - | - | - |
| ---- | ---- | - | - | - | - | - | - | - |
| 523  | 498  | - | - | - | - | - | - | - |

### Enseignement
À la rentrée du 3 septembre 2018, les écoles de Nesle-Normandeuse (trois classes) et Pierrecourt (une classe) fusionnent en regroupement pédagogique intercommunal (RPI), pour une gestion commune de leurs établissements d'enseignement primaire. Chacune des deux communes offre les services d'une cantine pour limiter les déplacements du milieu de journée,.
L'éducation nationale prévoit la fermeture d'une des classes de ce RPI à la rentrée 2019-2020, entraînant la démission du maire et l'organisation de nouvelles élections municipales.

### Autres équipements
- Salle Polyvalente « Jean-Yves-Le Du », nommée en l'honneur de l'ancien maire de la commune.

## Économie
- L'activité verrière est encore très présente dans la commune, en particulier spécialisée dans le flaconnage.

## Culture locale et patrimoine

### Lieux et monuments

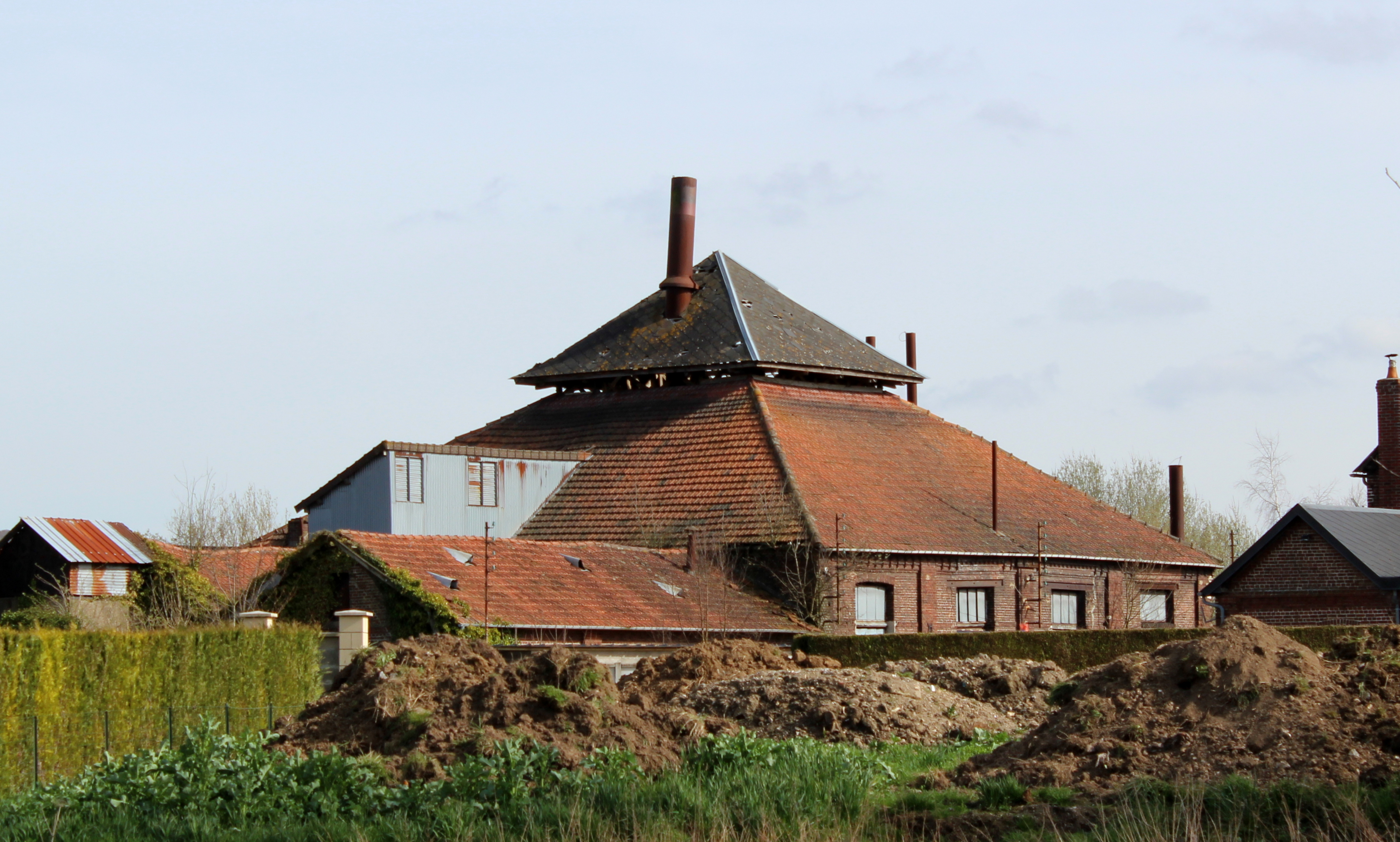
La Verrerie de la gare.

- Ancienne mairie-école, construite de 1879 à 1884 par l'architecte Vatan, architecte.
Elle comportait à l'origine une salle de mairie, un logement pour l'instituteur, une salle d'école pour filles et garçons, des bâtiments agricoles. Le bâtiment est remanié en 1913, et la mairie déménagée[39]
- Maisons et fermes des XVIIIe et XIXe siècles[40].
- Église Saint-Lambert (XVIIe et XIXe siècles)
La sacristie porte les dates de 1779 et 1893 sur le linteau de la porte du mur sud[41].
- Château de Romesnil, construit comme rendez-vous de chasse pour Louis de Bourbon, prince de Dombes, comte d'Eu, en 1750.  Une verrerie y fut créée en 1776-1780[23],[42],[43].

Il est en cours de restauration depuis 2015,  grâce notamment à l’association de sauvegarde du château de Romesnil (ASCR)
- Verrerie de la Gare, construite en 1882 par Albert Denin, est un des derniers témoins du développement de l'industrie du verre à la fin du XIXe siècle en vallée de la Bresle[45],[46]. L'entreprise a fermé en 1999.

La communauté de communes souhaite en 2019 en faire un de ses pôles économiques, en y aménageant une « ruche artisanale » qui pourrait accueillir un ou deux jeunes artisans « qui veulent démarrer », dans le domaine du verre.
- Maison Denin, du XVIIIe siècle, agrandie en 1828 et vers 1900[48].
- Manoir de 1799, dont les parties agricoles datent du XIXe siècle[49]
- La commune de Nesle-Normandeuse possède quatre étangs de pêche.

### Personnalités liées à la commune
- Pauline Poulet[pourquoi ?], championne de France VTT UFOLEP 2008[réf. nécessaire].